# Коробова, Анастасия Васильевна
Анастасия Васильевна Коробова (1899—1980) — советский передовик производства в сельском хозяйстве, доярка колхоза «Красный Октябрь» Архангельской области. Герой Социалистического Труда (1949).

## Биография
Родилась 24 декабря 1899 года в деревне Кузьмино Архангельского уезда Архангельской губернии в крестьянской семье.
С 1930 года, с началом коллективизации сельского хозяйства, А. В. Коробова вступила в один из первых в Архангельской области колхозов «Красный Октябрь» Холмогорского района, председателем этого колхоза был избран её муж — Михаил Степанович Прудов.
С 1930 года А. В. Коробова начала свою трудовую деятельность — телятницей, затем была назначена — бригадиром животноводческой бригады и заведующей фермой колхоза «Красный Октябрь» Холмогорского района.
В 1937 году А. В. Коробова перешла работать дояркой и стала добиваться из года в год, выдающихся результатов в труде. По итогам работы в 1948 году А. В. Коробова получила от девяти коров своей группы по — 5701 килограмму молока, с содержанием — 209 килограммов молочного жира в среднем от коровы за год.
17 июня 1949 года  Указом Президиума Верховного Совета СССР «за получение в 1948 году высокой продуктивности животноводства» Анастасия Васильевна Коробова был удостоен звания Героя Социалистического Труда с вручением Ордена Ленина и золотой медали «Серп и Молот».
Этим же указом Президиума Верховного Совета СССР, высокого звания Герой Социалистического Труда был удостоен и заведующий фермой колхоза «Красный Октябрь» — Андрей Алексеевич Фомин. К званию Герой Социалистического Труда был представлен и муж А. В. Коробовой — М. С. Прудов, но в итоге был награждён орденом Ленина.
В 1949 году А. В. Коробова повысила надои молока от своей группы коров и перевыполнила свои социалистические обязательства.
30 августа 1950 года «за отличие в труде и за высокие показатели» Указом Президиума Верховного Совета СССР Анастасия Васильевна Коробова  была награждена вторым Орденом Ленина.
В 1950 году А. В. Коробова получила от восьми коров по 5757 килограммов молока, с содержанием 203 килограммов молочного жира от каждой коровы.
13 июня 1951 года «за отличие в труде и за высокие показатели» Указом Президиума Верховного Совета СССР Анастасия Васильевна Коробова была награждена третьим Орденом Ленина.
Работала в колхозе до выхода на пенсию в 1961 году. Проживала в родной деревне Кузьмино, Приморского района Архангельской области. Скончалась 29 октября 1980 года. Похоронена на деревенском кладбище.

## Награды
- Медаль «Серп и Молот» (17.06.1949)
- Три Ордена Ленина (17.06.1949, 30.08.1950, 13.06.1951)